# Himitsu
Himitsu (秘密) és una pel·lícula romàntica de fantasia japonesa de 1999 dirigida per Yōjirō Takita, protagonitzada per Ryōko Hirosue, Kaoru Kobayashi i Kayoko Kishimoto i basada en la novel"la Himitsu de Keigo Higashino. Va ser estrenada el 25 de setembre de 1999. El 2007 es va realitzar una adaptació francesa del film en anglès, The Secret.

## Argument
Naoko Sugita i Heisuke Sugita formen una parella model, unides durant anys per un amor sòlid i profund. Junts tenen una filla de 16 anys, Monami. Sensible a la crisi que està passant la seva filla, la Naoko decideix marxar uns dies sola amb ella. Però de camí, al voltant d'un revolt, el seu cotxe surt de la carretera nevada. Cridat immediatament al llit de la seva família, Heisuke ha d'enfrontar-se a l'indecible, la seva dona i la seva filla han caigut en un coma profund. La Naoko només recupera la consciència per uns instants, temps per donar la mà a la seva filla per darrera vegada. Just quan finalment obre els ulls, la Naoko mor. Esquinçat entre el dolor d'haver perdut la seva dona i l'alegria de trobar la seva filla, Heisuke s'adona que l'esperit de la seva dona sembla haver-se lliscat al cos de la seva filla.

## Repartiment
- Ryōko Hirosue com Monami/Naoko, la filla i mare
- Kaoru Kobayashi com Heisuke
- Kayoko Kishimoto com Naoko Sugita
- Ken Kaneko com Fumio Kajikawa
- Yuriko Ishida com Taeko
- Hideaki Itō com Haruki Soma

## Recepció
Va ser triada com a finalista per a les 10 millors pel·lícules del 21è Festival de Cinema de Yokohama.
| Premi                                                          | Data            | Categoria         | Recipients i nominats | Resultat  |
| -------------------------------------------------------------- | --------------- | ----------------- | --------------------- | --------- |
| XXXIII Festival Internacional de Cinema Fantàstic de Catalunya | Octubre de 2000 | Millor actriu     | Ryōko Hirosue         | Guanyador |
| XXXIII Festival Internacional de Cinema Fantàstic de Catalunya | Octubre de 2000 | Millor guió       | Hiroshi Saitō         | Guanyador |
| XXXIII Festival Internacional de Cinema Fantàstic de Catalunya | Octubre de 2000 | Millor pel·lícula | Himitsu               | Nominat   |